# Fight or Flight Tour
"Fight or Flight Tour" é a segunda turnê musical da cantora americana Emily Osment. A turnê é de divugação de seu álbum Fight Or Flight passou no Brasil, na Espanha e nos Estados Unidos

## Setlist
1. You Are The Only One
2. The Cycle
3. I Hate  The Homecoming Queen
4. Average Girl
5. Marisol
6. Lovesick
7. Get Yer Yah Yahs Out
8. 1800 Clap Your Hand's (The Water Is Rising)
9. What About Me
10. Use Somebody (cover Kings of Leon)
11. All The Boys Want
12. Double Talk
13. Let's Be Friends

Encore
1. All The Way Up

## Datas da Turnê
| Data                   |                         | Cidade         | Horário | Local                   |
| ---------------------- | ----------------------- | -------------- | ------- | ----------------------- |
| Brasil                 |                         |                |         |                         |
| 30 de Outubro de 2010  | São Paulo (estado)      | São Paulo      | 8:30 PM | Via Funchal             |
| 31 de Outubro de 2010  | Rio de Janeiro (estado) | Rio de Janeiro | 7:00 PM | Citibank Hall           |
| Espanha                |                         |                |         |                         |
| 05 de Novembro de 2010 | Comunidade de Madrid    | Madrid         | 7:00 PM | Noche Movistar MTV      |
| Estados Unidos         |                         |                |         |                         |
| 27 de Novembro de 2010 | Louisiana               | Alexandria     | 8:00 PM | Rapides Parish Coliseum |
| 28 de Novembro de 2010 | Louisiana               | New Orleans    | 6:00 PM | Republic                |
| 29 de Novembro de 2010 | Alabama                 | Mobile         | 7:00 PM | Soul Kitchen            |
| 01 de Dezembro de 2010 | Texas                   | Dallas         | 6:30 PM | The Door                |
| 02 de Dezembro de 2010 | Oklahoma                | Tulsa          | 6:30 PM | The Marquee             |
| 06 de Dezembro de 2010 | Nova Iorque (estado)    | Albany         | 6:30 PM | Times Union Center      |
| 08 de Dezembro de 2010 | Wisconsin               | Appleton       | 7:00 PM | Outer Edge Stage        |

## Fatos Nos Shows pelo Brasil
- A cantora Jullie abriu o show da Emily, no dia 31 de outubro, no show que ocorreu no Rio de Janeiro.
- Nos Shows do Brasil durante a execução da música "Lovesick", Emily Osment pegou a Bandeira do Brasil que Um Fã Jogou, e cantou um trecho sacodindo ela.
- No Brasil, Ela chamou Um Tradutor No Palco pra traduzir suas falas.
- Nos Shows de São Paulo e do Rio de Janeiro, Ela disse em português "Eu Não Falo Português" e "Muito Obrigada".
- A cantora se apresentou no programa Eliana e do Raul Gil com a música Let`s Be Friends ao vivo.